# Arne Sucksdorff
Arne Edvard Sucksdorff,  född 3 februari 1917 i Stockholm, död 4 maj 2001 i Stockholm, var en svensk regissör, manusförfattare, fotograf och dokumentärfilmare.

## Biografi
Arne Sucksdorff var son till affärsmannen Herman Edvard Sucksdorff. Han avlade studentexamen i Stockholm 1936. Sucksdorff studerade därefter en kort tid vid Stockholms högskola men övergick snart till studier vid Otte Skölds målarskola. 1937–1938 studerade han regi vid Reihmann-Schule i Berlin. Efter avslutade studier vann han flera fototävlingar. Han filmdebuterade med rörlig film 1940. Hans kortfilm Människor i stad (1947) tilldelades Oscar 1949, den första Oscar någonsin för en kortfilm och den första som en svensk film fått. Hans första långfilm var Det stora äventyret från 1953. Han flyttade i mitten på 1960-talet till Brasilien där han gjorde filmen Mitt hem är Copacabana (1965) för vilken han tilldelades en Guldbagge. 
Sucksdorff var gift (i andra äktenskapet av tre) 1951-64 med Astrid Bergman Sucksdorff. Han fick fem barn. En revolver (Sucksdorffsvapnet) som stals från honom 1977 har figurerat i Palmeutredningen.

## Regi
- 1940 – En augustirapsodi
- 1941 – En sommarsaga
- 1942 – Sarvtid
- 1942 – Vinden från väster
- 1944 – Trut!
- 1944 – Gryning
- 1945 – Skuggor över snön
- 1947 – Den drömda dalen – Soria Moria
- 1947 – Människor i stad
- 1948 – En kluven värld
- 1948 – Litsälven
- 1948 – Uppbrott
- 1950 – Strandhugg
- 1951 – Ett hörn i norr
- 1951 – Indisk by
- 1953 – Det stora äventyret
- 1953 – Vinden och floden
- 1957 – En djungelsaga
- 1961 – Pojken i trädet
- 1965 – Mitt hem är Copacabana
- 1971 – Richard och pingvinerna
- 1972 – På jordens baksida

## Filmmanus
- 1941 – En sommarsaga
- 1947 – The Hunter and the Forest
- 1948 – Uppbrott
- 1948 – Struggle for Survival
- 1948 – Människor i stad
- 1949 – Shadows on the Snow
- 1951 – Indisk by
- 1953 – Det stora äventyret
- 1957 – En djungelsaga
- 1961 – Pojken i trädet
- 1965 – Mitt hem är Copacabana